# Crouch (Idaho)
Crouch és una població dels Estats Units a l'estat d'Idaho. Segons el cens del 2000 tenia 154 habitants.

## Demografia
Segons el cens del 2000, Crouch tenia 154 habitants, 64 habitatges, i 38 famílies. La densitat de població era de 141,6 habitants per km².
Dels 64 habitatges en un 32,8% hi vivien nens de menys de 18 anys, en un 42,2% hi vivien parelles casades, en un 10,9% dones solteres, i en un 39,1% no eren unitats familiars. En el 28,1% dels habitatges hi vivien persones soles el 9,4% de les quals corresponia a persones de 65 anys o més que vivien soles. El nombre mitjà de persones vivint en cada habitatge era de 2,41 i el nombre mitjà de persones que vivien en cada família era de 3,03.
Per edats la població es repartia de la següent manera: un 30,5% tenia menys de 18 anys, un 5,8% entre 18 i 24, un 23,4% entre 25 i 44, un 23,4% de 45 a 60 i un 16,9% 65 anys o més.
L'edat mediana era de 40 anys. Per cada 100 dones de 18 o més anys hi havia 109,8 homes.
La renda mediana per habitatge era de 29.375 $ i la renda mediana per família de 32.500 $. Els homes tenien una renda mediana de 26.667 $ mentre que les dones 21.875 $. La renda per capita de la població era de 17.343 $. Aproximadament el 18,4% de les famílies i el 18,8% de la població estaven per davall del llindar de pobresa.

## Poblacions més properes
El següent diagrama mostra les poblacions més properes.